# تنبل گلوقهوه‌ای
تنبل گلوقهوه‌ای (نام علمی: Bradypus variegatus) نام یک گونه از سرده تنبل سه‌پنجه است.